# Tríptico
Tríptico est une composition de Joaquín Rodrigo pour guitare seule. Écrite par le compositeur madrilène en 1978, elle est dédiée au guitariste classique Alexandre Lagoya.

## Historique
Alexandre Lagoya et Joaquín Rodrigo ont eu des contacts professionnels et amicaux depuis les années 1950. L’œuvre a été composée en 1978 et créée la même année par Alexandre Lagoya lors du Festival de Musique de France au Château de Rougerie (France). La pièce est éditée chez Schott Music.

## Structure
La durée moyenne de l’œuvre est entre 10 et 12 minutes. L’œuvre est composée de trois mouvements :
1. Preludio
2. Nocturno
3. Scherzino